# Bacia da Eurásia

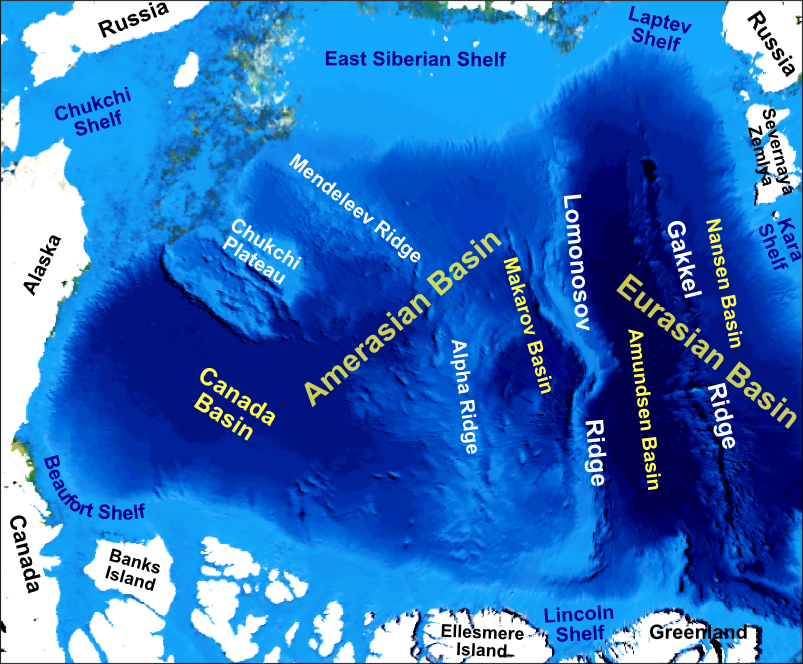
Principais características batimétricas do Oceano Ártico

A Bacia da Eurásia é uma das duas principais bacias nas quais a Bacia Ártica do Oceano Ártico é dividida pela Cordilheira Lomonosov (a outra é a Bacia Amerasia). A Bacia da Eurásia pode ser vista como uma extensão da Bacia do Atlântico Norte através do Estreito de Fram. É ainda dividido pela Cordilheira de Gakkel no meio do oceano na Bacia de Nansen e na Bacia de Amundsen. Esta última bacia é a mais profunda do Oceano Ártico e o Polo Norte geográfico está localizado lá.
A Bacia da Eurásia é delimitada pela Groenlândia, a Cordilheira Lomonosov e as plataformas do Mar de Laptev, Mar de Kara e Mar de Barents. A profundidade máxima dentro da Bacia da Eurásia é alcançada no Litke Deep com 5.449 metros de profundidade.
Hoje, a Cordilheira de Gakkel é o local de alguns dos fundos oceânicos mais lentos da Terra, com 10 mm/ano perto do Estreito de Fram e 6 mm/ano perto do Mar de Laptev. A abertura inicial da Bacia da Eurásia é limitada por anomalia magnética e informações geológicas ao Cenozoico: foi criada pela primeira vez há cerca de 53 milhões de anos pela expansão do fundo do mar.